# Vatteville-la-Rue
Vatteville-la-Rue är en kommun i departementet Seine-Maritime i regionen Normandie i norra Frankrike. Kommunen ligger i kantonen Caudebec-en-Caux som tillhör arrondissementet Rouen. År 2022 hade Vatteville-la-Rue 1 118 invånare.

## Befolkningsutveckling
Antalet invånare i kommunen Vatteville-la-Rue
| Referens: INSEE |